# Isaac Willaerts
Pour les articles homonymes, voir Willaerts.
Isaac Willaerts, né en 1620 à Utrecht dans les Provinces-Unies, où il est mort le 24 juin 1693,, est un peintre de marine de l’âge d'or de la peinture néerlandaise notamment connu pour ses tableaux représentant la marine de la république des Provinces-Unies lors du siècle d'or néerlandais.
Fils d’Adam Willaerts et frère d'Abraham Willaerts, Isaac Willaerts est devenu maître de la guilde de Saint-Luc d’Utrecht en 1637, puis doyen en 1666.

## Sources
- Jane Shoaf Turner, The Grove dictionary of art, London, Macmillan Publishers, 1999